# Complete Café Bohemia Bandstand U.S.A. 1956–58 Radio Broadcasts Volume 1
Complete Café Bohemia Bandstand U.S.A. 1956–58 Radio Broadcasts Volume 1 ist ein Jazzalbum des Miles Davis Quintet. Die 1956/58 im New Yorker Veranstaltungsort Café Bohemia entstandenen Aufnahmen, die im Rahmen der Sendung Bandstand U.S.A. vom Mutual Network Radio Broadcast ausgestrahlt wurden, erschienen 2024 auf Groove Back Records. Dies ist die bis dato vollständigste Sammlung der Café-Bohemia-Aufnahmen des Trompeters.

## Hintergrund
1958 war Miles Davis noch immer einer der gefeiertsten Vertreter des Bop, wenn auch in einer sowohl hinsichtlich der Instrumentierung als auch des Ausdrucks bereits originell umgestalteten Form. Während dieser Zeit trat Miles wiederholt im Café Bohemia in der Barrow Street 15 im New Yorker Greenwich Village auf, einem Lokal, das von dem Italo-Amerikaner Jimmy Garofalo geführt wurde, der die künstlerische Leitung Oscar Pettiford anvertraut hatte. Begleitet wurde der Trompeter von John Coltrane am Tenorsaxophon, Red Garland am Klavier, Paul Chambers am Kontrabass und Philly Joe Jones am Schlagzeug.
Innerhalb weniger Spielzeiten wurde das Café Bohemia, das auch als Restaurant diente, zum Treffpunkt der größten Vertreter des Modern Jazz und zu einem der Veranstaltungsorte, von denen aus die Sendung «Bandstand U.S.A.» von Mutual Network Radio Broadcasts ausgestrahlt wurde. Jede Woche zeichnete der Moderator Guy Wallace, oft in Begleitung von Gästen, die Live-Auftritte aus Garofalos Lokal auf und übertrug sie. Miles Davis war zwischen dem 15. September 1956 und dem 17. Mai 1958 achtmal in dieser Sendungsreihe zu hören. Ein Teil des noch unveröffentlichten Materials, das in dieser Zeit auf Tonband aufgenommen wurde, wurde von Groove Back Records auf audiophilem Vinyl veröffentlicht, nach intensiver Restaurierungsarbeit, philologischer Exegese und einer entscheidenden Korrektur, da die vorherigen nicht autorisierten Ausgaben im Vergleich zu den Originalaufführungen mit Unterton und falscher Geschwindigkeit abgespielt worden waren.
„Well You Needn’t“ legt mit coolen Bop sofort den Kurs fest, wie es der Ansager andeutet, der Davis als „coolen jungen Mann“ bezeichnet. Es folgt die Ballade „It Never Entered My Mind“, die vom Klavier eingeleitet wird und die Davis mit Dämpfer spielt. Mit „A Gal in Calico“ führen Garlands Klavier und Chambers‘ energischer Bass die Besetzung in das Terrain eines schwungvollen Swings, in der Pianist Garland ein Solo spielt. Die A-Seite der Schallplatte schließt mit der Hardbop-Nummer „Stablemates“, die stark durch Coltrane geprägt wird. Die B-Seite beginnt mit „How Am I to Know?“, bis der Ansager eintrifft und die Vorzüge des Trompeters preist. „The Theme“ dauert nur anderthalb Minuten, und Davis spielt es, als wäre es ein Zwischenspiel, wodurch eine Atmosphäre der Erwartung entsteht, die sofort mit dem Eintreffen von „Woody’n You“ befriedigt wird. Nach "Walkin'" folgt zum Abschluss „All of You“..

## Titelliste
- Miles Davis Quintet: Complete Café Bohemia Bandstand U.S.A. 1956–58 Radio Broadcasts Volume 1 (Groove Back Records GBR00124)[2]

1. A1: Announcement by Guy Wallace – 2:01
2. A2: Well You Needn’t (Thelonious Monk) – 5:48
3. A3: It Never Entered My Mind (Richard Rodgers, Lorenz Hart) – 5:02
4. A4: A Gal in Calico (Arthur Schwartz, Leo Robin) – 4:43
5. A5: Stablemates (Benny Golson) – 3:48
6. B1: How Am I to Know? (Dorothy Parker, Jack King) – 3:03
7. B2: The Theme – 1:34
8. B3: Woody’n You (Dizzy Gillespie) – 3:58
9. B4: Walkin’ Gravy (Carpenter) – 7:10
10. B5: All of You (Cole Porter) – 2:25

Wenn nicht anders vermerkt, stammen die Kompositionen von Miles Davis.

## Rezeption
Tatsächlich erzeugen die kraftvolle Radiostimme des Moderators, die nah und greifbar wirkt, beim Hörer einen psychischen Effekt der Übertragung und projiziert ihn in jenes großartige musikalische Universum, in dem Miles Davis auf der Trompete spielte, schrieb Francesco Cataldo Verrina (Dopplo Jazz). Das Album beginne mit der einladenden Stimme des Radiosprechers Guy Wallace, der als Moderator und Führer durch ein Album fungiert, das den Sound einer Ära wiederbeleben scheint: „den der olympischen Götter des Jazz“. „Walkin’ [Gravy]“ sei die plastische Darstellung des Miles Davis jener Zeit, der den Bop neu moduliert und beginnt, sich über die kanonischen Vorgaben des Genres hinauszulehnen: "sieben Minuten, in denen Austausch und Teamwork zu kleinen Kapiteln werden, die sich für ein Handbuch des modernen Jazz eignen." Von „All of You“ müsse man nur die ersten Töne der gedämpften Trompete hören, um den Wert dieser Aufnahmen zu verstehen, die auf einen unwiederholbaren Moment in der Geschichte verweisen, „als die Götter des Jazz noch an der Seite der Menschen wandelten.“

## Editorische Hinweise
Voraus ging die unautorisierte Ausgabe The Unissued Café Bohemia Broadcasts von 2013.
Die einzigen erhaltenen Mono-Tonband-Aufnahmen waren nicht immer in gutem Zustand, doch wurde versucht die Qualität mit moderner Ausrüstung und Remastering-Tools zu verbessern. Für die Präsentation der vollständigen Aufführungen wurden die besten verfügbaren Quellen verwendet, da das Material über einen Zeitraum von drei Jahren von verschiedenen Technikteams mit völlig unterschiedlichen Mikrofonierungstechniken und -positionen aufgenommen wurde. Dies führte zu einer leichten Veränderung der Tonqualität.